# Yamunanagar
Yamunanagar – miasto w Indiach, w stanie Hariana. W 2011 roku liczyło 383 353 mieszkańców.